# Earl’s Court
Earl’s Court – dzielnica Londynu, położona na terenie gminy Royal Borough of Kensington and Chelsea. Znajduje się ok. 5 km na południowy zachód od Charing Cross.

## Opis
Od 1879 do 2012 r. Earl's Court był znany jako czołowe miejsce w całym kraju do przedstawień, n.p. Wild West Show na który udała się Królowa Wiktoria, do wystaw komercjalnych, koncertów i zawodów sportowych. Pod koniec XIX w. węgierski impresario, Imre Kiralfy, wniósł tam diabelski młyn. Na placu wystawowym i nad torami kolejowymi wzniesiono w 1935 r. hale wystawową Earls Court Exhibition Centre według projektu amerykańskiego architekta, Charles Howard Crane z Detroit.
Po drugiej wojnie osiadło się tam wielu Polaków, i założono polskie przedsiębiorstwa i sklepy delikatesowe a polscy dentyści i lekarze swoje gabinety. Samopomoc Marynarki Wojennej oraz Klub Lotników mieli swe siedziby w dzielnicy; stąd Anglicy określali tę dzielnicę jako Polish Corridor ("korytarz polski").
Przez przeszło trzydzieści lat, pod 66 Kenway Road, wydawca Jerzy Kulczycki z żoną Aleksandrą prowadzili polską księgarnię, "Orbis Books (London) Ltd.".
Hala wystawowa została skazana na zagładę z aprobatą burmistrza Londynu, Borisa Johnsona, w 2013 r.. 
W dzielnicy znajduje się kawiarnia Troubadour, gdzie w podziemiach grali m.in. Bob Marley, Bob Dylan, The Rolling Stones.

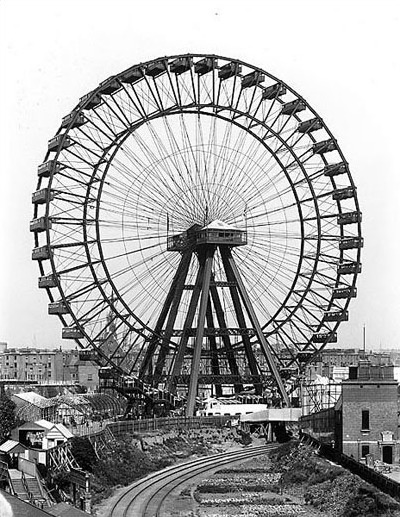
Great Wheel, Earl's Court

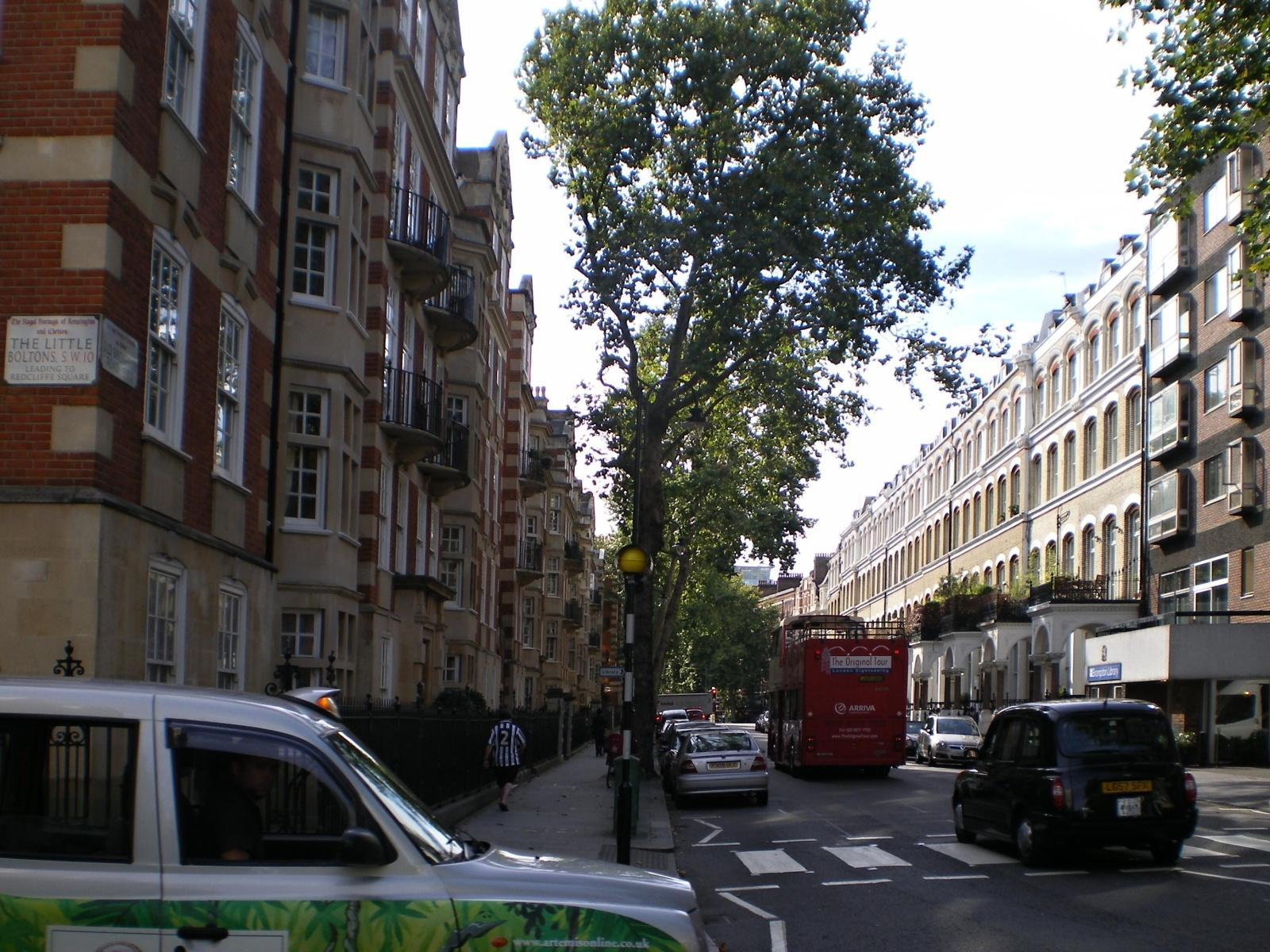
Coleherne Court. Tu mieszkała Diana Spencer zanim została księżną Walii.

## Ważne obiekty
- Earl’s Court (stacja metra)
- Cmentarz Brompton[4],[5]

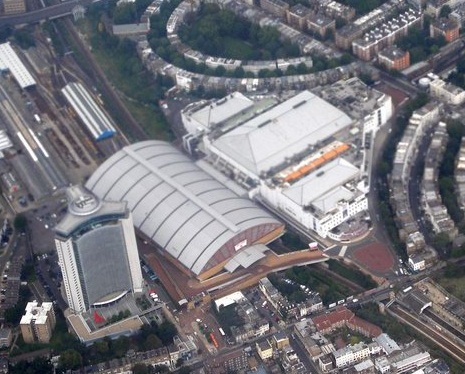
Hala wystawowa Earls Court, rozebrana w 2014 r.

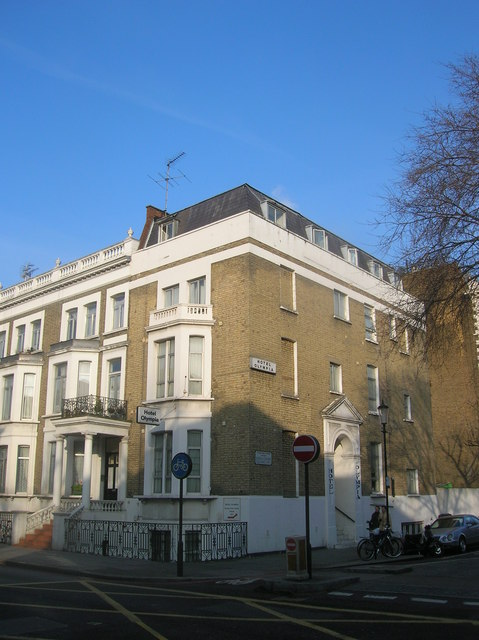
Dawny Dom Polek przy rogu Warwick Road i Earl's Court Square.

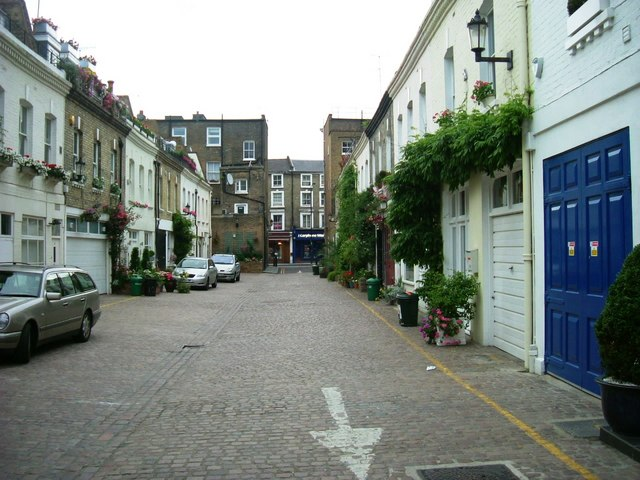
Spear Mews, SW5

- Earls Court Exhibition Centre - międzynarodowa hala wystawowa, rozebrana w 2014 r. w celu "regeneracji" urbanistycznej
- małe skwery i mews (tylne wąskie uliczki bez chodników, kiedyś przeznaczone wyłącznie na dojazd do stajni i do mieszkań dla stangretów, a dziś są to luksusowe domki z garażami z przekonwertowanych stajni)

## Ludzie związani z dzielnicą
- Jenny Lind (1820–1887)
- Augustus Lane-Fox Pitt-Rivers (1827-1900)
- Edwin Arnold (1832–1904)
- W.S. Gilbert (1838–1911)
- Norman Lockyer (1836–1920)
- Buffalo Bill (1846-1917)
- Ellen Terry (1847–1928)
- Edmund Allenby (1861–1936)
- William Butler Yeats (1865–1939)
- Beatrix Potter (1866–1943)
- Horace Donisthorpe (1870–1951)
- Howard Carter (1874–1939)
- William Orpen (1878–1931)
- Agatha Christie (1890–1971)
- Ninette de Valois (1898–2001)
- Alfred Hitchcock (1899–1980)
- Adelaide Hall (1901–1993)[6]
- Adam Kossowski (1905-1986)
- Stefania Kossowska (1909-2003)
- Mervyn Peake (1911–1968)
- Bolesław Świderski (1912-1969)
- Benjamin Britten (1913–1976)
- Hattie Jacques (1922–1980)
- Stewart Granger (1913–1993)
- Jerzy Kulczycki (1931-2013)
- Dusty Springfield (1939–1999)
- Syd Barrett (1946–2006)
- Diana (księżna Walii) (1961–1997)
- Zofia (księżna Edynburga) (ur. 1965)
- Michael Gove (ur. 1967)